# Aleksander Jabłoński
Aleksander Jabłoński (* 26. Februar 1898 in Woskresenówka, Ukraine; † 9. September 1980 in Skierniewice, Polen) war ein polnischer Physiker, Professor und Mitglied der polnischen Akademie der Wissenschaften.

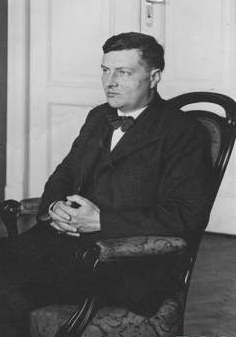
Aleksander Jablonski

Jablonski ging in Charkiw zur Schule und studierte dort Physik, unterbrochen vom Wehrdienst in der russischen Armee im Ersten Weltkrieg. 1919 ging er nach Warschau zur Fortsetzung des Studiums und war gleichzeitig in der polnischen Armee bei den Pionieren und wurde im Polnisch-Sowjetischen-Krieg ausgezeichnet. Danach studierte er Musik und arbeitete bis 1926 als Geiger in der Warschauer Oper, während er gleichzeitig Physik studierte mit dem Abschluss 1925 und der Promotion über Fluoreszenz bei Stefan Pienkowski 1930. Als Post-Doktorand war er bis 1932 mit einem Rockefeller-Stipendium in Berlin bei Peter Pringsheim und in Hamburg bei Otto Stern. 1934 habilitierte er sich und wurde Oberassistent an der Stefan Batory Universität in Wilna. Im Zweiten Weltkrieg diente er wieder in der Armee gegen die sowjetische Invasion, war danach in einer Reihe von Lagern und schloss sich dann den polnischen Streitkräften in Großbritannien an, wobei er auch in Edinburgh lehrte. Ende 1945 war er wieder in Polen, baute die Physik-Fakultät an der Nikolaus-Kopernikus-Universität in Thorn auf und leitete dort bis zu seiner Emeritierung 1968 die Experimentalphysik.
Er arbeitete über zwischenmolekulare Wechselwirkungen bei der Absorption und Abstrahlung von Licht. Das von ihm 1935 vorgeschlagene und nach ihm benannte Jabłoński-Schema dient zur Erklärung von Fluoreszenz und Phosphoreszenz.
Er war Mitglied der Polnischen Akademie der Wissenschaften. 1957 bis 1961 war er Präsident der Polnischen Physikalischen Gesellschaft. 1968 erhielt er die Marian-Smoluchowski-Medaille.